# Miles Davis in Europe
Miles Davis in Europe — концертный альбом Майлза Дэвиса, выпущенный в 1964 году. Это был первый полноценный альбом первого воплощения «Второго квинтета» с участием Джорджа Коулмана, Херби Хэнкока, Рона Картера и Тони Уильямса, чьи первые записи с Дэвисом составили половину альбома Seven Steps to Heaven.
Заключительные песни концерта, «Bye Bye Blackbird» и «The Theme», были выпущены только в бокс-сете Seven Steps: The Complete Columbia Recordings of Miles Davis 1963–1964 . На оригинальном LP были отредактированы некоторые соло тенор-саксофона и фортепиано, хотя он по-прежнему предлагал почти час музыки.

## Список композиций

### Оригинальный LP
Columbia Records — CS 8983:
| №  | Название                        | Автор(ы)                               | Длительность |
| -- | ------------------------------- | -------------------------------------- | ------------ |
| 1. | «Introduction by Andre Francis» |                                        | 0:15         |
| 2. | «Autumn Leaves»                 | Жак Превер, Джонни Мерсер, Жозеф Косма | 11:40        |
| 3. | «Milestones»                    | Майлз Дэвис                            | 9:15         |
| 4. | «Joshua»                        | Виктор Фельдман                        | 9:30         |

| №                   | Название            | Автор(ы)            | Длительность |
| ------------------- | ------------------- | ------------------- | ------------ |
| 1.                  | «All of You»        | Коул Портер         | 13:58        |
| 2.                  | «Walkin'»           | Ричард Карпентер    | 16:16        |
| Общая длительность: | Общая длительность: | Общая длительность: | 60:54        |

### Переиздание на CD
Columbia Records — CK 93583:
| №                   | Название                        | Автор(ы)                               | Длительность |
| ------------------- | ------------------------------- | -------------------------------------- | ------------ |
| 1.                  | «Introduction by Andre Francis» |                                        | 0:46         |
| 2.                  | «Autumn Leaves»                 | Жак Превер, Джонни Мерсер, Жозеф Косма | 13:52        |
| 3.                  | «Milestones»                    | Майлз Дэвис                            | 9:17         |
| 4.                  | «I Thought About You»           | Джимми Ван Хьюзен, Джонни Мерсер       | 11:44        |
| 5.                  | «Joshua»                        | Виктор Фельдман                        | 11:27        |
| 6.                  | «All of You»                    | Коул Портер                            | 16:49        |
| 7.                  | «Walkin'»                       | Ричард Карпентер                       | 16:15        |
| Общая длительность: | Общая длительность:             | Общая длительность:                    | 80:10        |

## Принимали участие
- Майлз Дэвис — труба
- Джордж Коулман[англ.] — тенор-саксофон
- Херби Хэнкок — фортепиано
- Рон Картер — бас
- Тони Уильямс — ударные